# 阿拉舍耶夫灣
阿拉舍耶夫灣（Alasheyev Bight），是南極洲的海灣，位於恩德比地，由澳大拉西亞探險隊拍攝空中照片，以俄羅斯水文學家命名，現時由南極條約體系管理。